# Пушкарне (Обоянський район)
Пушка́рне (рос. Пушкарное) — село в Обоянському районі, Курська область, Росія.
Входить до складу сільського поселення Рудавська сільрада (з 21 жовтня 2004 року).
Водойма — річка Обоянка.